# Excuse Me
Excuse Me er en amerikansk stumfilm fra 1915 af Henry W. Savage.

## Medvirkende
- George F. Marion som Porter.
- Geraldine O'Brien som Marjorie Newton.
- Vivian Blackburn som Mrs. Jim Wellington.
- Robert Fischer som Jim Wellington.
- Harrison Ford som Harry Mallory